# Де Лазари, Константин Николаевич
Константин Николаевич де Лазари (Константинов) (30 июня 1838, Карасубазар — 12 октября 1903, Санкт-Петербург) — актёр императорских театров, виртуоз-гитарист и певец (баритон).

## Происхождение
Род де Лазари происходит от Дмитриоса де Лазари — уроженца греческого острова Занте, в 1780 году поступившего к Екатерине II на службу; в награду ему были пожалованы земли в Карасубазаре в Крыму. Отец Константина Николаевича воевал в русской армии в Отечественную войну 1812 года, служил полицмейстером Карасубазара.

## Биография
Константин де Лазари воспитывался во 2-м кадетском Императора Петра Великого корпусе; юнкером поступил в Волынский пехотный полк, но скоро вышел в отставку и отправился в Одессу, где поступил на сцену, которая и была его дальнейшей карьерой.
В 1863 г. выступил в Москве в концерте под аккомпанемент Н. Н. Рубинштейна. Его пением восхищался А. С. Даргомыжский.
В 1864—1874 годы — артист московского Большого театра, в 1874—1886 — петербургского Александринского театра. Выступал в комедиях, драмах, опереттах, водевилях и в концертах. Виртуозно исполнял романсы и сам их сочинял («Они меня злили» на слова Гейне; «Прости! Не помни дней паденья» на слова Некрасова; «Я вас любил» на слова Пушкина; «Когда средь печали и горя» на слова С. Резвого). Дружил с А. Н. Островским, А. П. Чеховым, В. Ф. Комиссаржевской.
Его архив хранится в Пушкинском доме.

## Семья
Братья:
- Василий Николаевич Де Лазари, генерал-майор жандармерии
- Николай Николаевич де Лазари, генерал-майор жандармерии

Сыновья:
- поэт Николай Константинович
- актёр, певец и гитарист Иван де Лазари[3].